# Санта Маринела
Са̀нта Маринѐла (на италиански: Santa Marinella) е пристанищен град и община в Централна Италия, провинция Рим, регион Лацио. Разположен е на брега на Тиренско море. Населението на общината е 17 988 души (към 2012 г.).